# Село имени Турара Рыскулова
Имени Турара Рыскулова (каз. Тұрар Рысқұлов ат.а., Кокирек, до 1993 г. — Ванновка) — село, административный центр Тюлькубасского района Туркестанской области Казахстана. Административный центр Майлыкентского сельского округа. Код КАТО — 516030100.

## Географическое положение
Находится в 75 км к северо-востоку от г. Шымкента, в 9 км от железнодорожной станции Тюлькубас и расположено на р. Арыс. Территория — 9,6 км². Через село проходит автомобильная дорога М39 «Алматы — Термез».

## Население
В 1999 году население села составляло 15 182 человека (7152
```
мужчин и 8052 женщины)
[
5
]
. По данным 
переписи 2009 года
, в селе проживало 17 311 человек (8403 мужчины и 8908 женщин)
[
5
]
.
```

На начало 2019 года население села составило 17 977 человек (9094 мужчины и 8883 женщины).

## История
Село было основано в 1887 году переселенцами из Воронежской и Екатеринославской губерний. Одними из первых были семьи Верченко, Мокрушенко и Шумилин. Первоначальное название населённого пункта было Лисицино (в окрестностях водилось много лис, что отмечено и в названии горы у посёлка Азатлык — Тюлкибас, что означает — лисья голова). В 1904 году село было переименовано в Ванновку в честь тогдашнего министра образования Ванновского Петра Семёновича. В 1928 году, в связи с ликвидацией окружного и введением районного деления, Ванновка стала центром Жуалинского района. В дальнейшем, в 1935 году опять стала центром Тюлькубасского района. В это время здесь проживало около 3205 жителей, многие являлись членами колхоза «Победа». В январе 1963 года в связи с упразднением Тюлькубасского района село Ванновка было в составе Сайрамского района. В январе 1966 года вновь образован Тюлькубасский район с центром в Ванновке. В 1993 году село Ванновка было переименовано в честь советского политического деятеля, председателя ЦИК и СНК Туркестанской АССР Рыскулова Турара Рыскуловича.

## Известные уроженцы
- Аблязов, Мухтар Кабулович — казахстанский предприниматель, бывший министр энергетики, индустрии и торговли Казахстана (апрель 1998 — октябрь 1999), председатель совета директоров БТА банка, видеоблогер. Лидер оппозиционного движения «Демократический выбор Казахстана»[7].
- Грицынин, Константин Данилович — Герой Советского Союза.
- Джантуров, Керимбек (1929—?) — Герой Социалистического Труда.
- Левченко, Пётр Иванович (1895—1958) — Герой Социалистического Труда.